# Hesperophanes pilosus
Hesperophanes pilosus là một loài bọ cánh cứng trong họ Cerambycidae.